# Dasytrogus kirgisicus
Dasytrogus kirgisicus är en skalbaggsart som beskrevs av Semenov 1895. Dasytrogus kirgisicus ingår i släktet Dasytrogus och familjen Melolonthidae. Inga underarter finns listade i Catalogue of Life.